# Honey Pie
"Honey Pie" é uma canção dos Beatles composta por Paul McCartney, creditada à dupla Lennon-McCartney, e lançada no álbum The Beatles ou "Álbum Branco" de 1968. Essa canção foi a inspiração de outra música do disco, "Wild Honey Pie."

## Origens da Criação
Paul McCartney, já havia algum tempo, queria gravar uma música no estilo music hall dos ragtimes e vaudevilles e cantar tal qual os crooners dos teatros de revistas. Com a liberdade que cada um dos Beatles tiveram quanto à criação no "Álbum Branco", a oportunidade surgiu e Paul gravou "Honey Pie" à maneira com que ele costumava ouvir no rádio, em sua infância, as músicas de vaudeville.
Paul McCartney em "Many Years From Now" de Barry Miles: "Ambos John e eu tínhamos uma grande paixão pelo music hall, que os americanos chamavam de vaudeville… Eu gostava muito daquele estilo antigo de crooners, aquela voz estranha que usavam, então ‘Honey pie’ era eu escrevendo como um deles para uma mulher imaginária, além do oceano, no cinema, chamada Honey Pie. É outra das minhas canções fantásticas."

## Letra
A letra fala do amor do autor por uma garota, Honey Pie (Torta de Mel), que era uma operária na Inglaterra até se mudar para os EUA e tornar-se uma artista de cinema ("She was a working girl, North of England… now she's hit the big time, in the USA").
Ele está apaixonado, mas é preguiçoso e pede que ela volte para casa ("I'm in love, but I'm lazy, so won't you please come home"). Pede que ela venha lhe mostrar a magia de sua música ("come and show me the magic of your Hollywood song").
Agora que ela tornou-se uma lenda nas telas dos cinemas, pensando em encontrá-la, seus joelhos fraquejam ("…and now the thought of meeting you, makes me weak in the knee").
Por fim, pede que ela cruze o Atlântico e pergunta se o vento que levou o seu barco irá trazê-la de volta ("Sail across the Atlantic…Will the wind that blew her boat…kindly send her sailing back"). Uma referencia ao filme "…E o Vento Levou".

## Gravação
Esta música foi gravada no Trident Studios, em oito canais, nos dias 1, 2 e 4 de outubro de 1968. No dia 5 de outubro foram adicionados efeitos sonoros à canção. Ela foi concluída no dia 7 de outubro, no Abbey Road Studios, com um remix para estéreo.
Apenas um take foi gravado no primeiro dia, apesar de ser provável que alguns ensaios antes foram usados na canção. No dia seguinte, McCartney gravou os vocais e o solo foi adicionado. De acordo com George Harrison, Lennon tocou o solo: "John tocou um solo brilhante em Honey Pie – Soou igual a Django Reinhardt ou algo assim. É um daqueles que apenas fecham os olhos e acontece de acertar as notas agudas… Soou como um pequeno solo de jazz."
No final da sessão de 4 de outubro, Paul adicionou um efeito de acetato 78 RPM em uma frase, "Now she's hit the big time," que foi passado por um compressor para reduzir os graves e os agudos. O efeito de uma velha vitrola foi colocado para dar um ar de autenticidade á época que a música teria. "Colocamos minha voz pra fazer um som de disco arranhado. Então não é uma paródia, é uma homenagem a tradição vaudeville que eu estava disposto a fazer." ("Many Years From Now", Barry Miles.)
Os arranjos dos saxofones e clarinetas ficaram a cargo de George Martin.

## Os músicos
- Paul McCartney: vocais, piano, percussão.
- George Harrison: baixo.
- John Lennon: guitarra rítmica e solo.
- Ringo Starr: bateria

- Dennis Walton, Ronald Chamberlain, Jim Chester, Rex Morris e Harry Klein: saxofones
- Raymond Newman e David Smith: clarinetas

## Curiosidades e referências
- A canção já foi regravada por Alan Klein (1969), Barbra Streisand, the King's Singers, The Golden Gate Quartet, Tuck & Patti, e John Pizzarelli, entre outros. Talvez a versão mais estranha fosse a executada por Dom DeLuise no filme de 1978 "Sextette" (que inclui uma cena engraçada de sapateado no piano.)
- Os Beatles gravaram uma versão de "Honey Pie" na casa de George Harrison em Esher pouco antes de começar as sessões para o disco. Lançado em 1996 no disco 3 do "The Beatles Anthology," esta versão tem acordes diferentes, e um trecho da introdução modificada da original.